# Agalinis heterophylla
Agalinis heterophylla är en snyltrotsväxtart som först beskrevs av Thomas Nuttall, och fick sitt nu gällande namn av John Kunkel Small. Agalinis heterophylla ingår i släktet Agalinis och familjen snyltrotsväxter. Inga underarter finns listade i Catalogue of Life.